# Ashrita Shetty
Ashrita Shetty (6 de julio de 1993) es una actriz de origen indio.

## Primeros años
Shetty nació el 6 de julio de 1993, creció en Mumbai y estudió finanza.

## Carrera
En 2010, Shetty participó en un concurso de belleza organizado por The Times of India, Cara Fresca Clara & Limpia. Compitiendo en Bombay,  ganó y enseguida fue para ganarlo otra vez a nivel nacional, finalmente fue la cara de una marca por un año. Hizo su debut como actriz  en 2012, con Tulu, Telikeda Bolli. Durante el tiempo,  apareció en varios otros anuncios televisivos. Esto era cuándo directores de película Vetrimaaran y Manimaran contactarón con ella para ser la protagonista de Udhayam NH4. La película trata de  Bangalore, una chica universitaria, quién se escapa con Siddharth. Obtuvo varias críticas por su papel en la película, con un comentario de que ella era una pormetedora actriz. Sangeeta Devi en The Hindu  expresa " la recién llegada muestra ser una promesa y una capacidad de traer a la pantalla la vulnerabilidad e inocencia de una joven de 17/ 18 años entrañable. Esta chica tiene un enorme potencial." Finalmente firmó el papel en una película de acción, Indrajith

## Vida personal
Shetty se casó con Manish Pandey el 2 de diciembre de 2019.

## Filmografía
| Año  | Película                          | Función  | Lengua | Notas     |
| 2012 | Telikeda Bolli                    | Malli    | Tulu   |           |
| 2013 | Udhayam NH4                       | Rithika  | Tamil  |           |
| 2014 | Oru Kanniyum Moonu Kalavaanikalum | Isabella | Tamil  |           |
| 2017 | Indrajith                         | Smitha   | Tamil  |           |
| 2018 | Naan Thaan Siva                   |          | Tamil  | Filmación |